# Loch Fleet
Loch Fleet (en gaèlic escocès, Loch Fleòid) és un loch de mar a la costa oriental d'Escòcia (Regne Unit), situat entre Golspie i Dornoch. Forma l'estuari del riu Fleet, un petit riu que es forma en els pujols a l'est de Lairg.

## Geografia i geologia
Loch Fleet és un estuari estret amb àmplies extensions de sorra i llot amb maresmes salines i dunes de sorra darrere.

## Flora i fauna
El 24 de març del 1997, es va crear la zona d'especial protecció per a les aus en el Dornoch Firth i Loch Fleet per a la conservació de la vida salvatge. Abasta 7.836,33 hectàrees de Loch Fleet, el Dornoch Firth, Morrich More, els Mound Alderwoods i Tarbat Ness. El Joint Nature Conservation Committee ho va descriure com "un dels millors exemples en l'Europa nord-occidental d'un gran complex estuari que ha estat relativament intacte pel desenvolupament industrial".
Tota la zona alberga poblacions significatives de les següents aus:
- Cria: Àguila Pescadora Pandion haliaetus - a principis dels anys 1990 hi havia 10 parelles criant.[1]
- Hivernada: Tètol cuabarrat (Limosa lapponica), Oca vulgar (Anser anser), Ànec xiulador (Anas penelope), Becut (Numenius arquata), Territ variant (Calidris alpina alpina), Garsa de mar (Haematopus ostralegus) i Xarxet comú (Anas crecca).

Més terra endins, són significatives les vernedes al voltant de la boca del riu en el Mound.

## Història
Les ruïnes del Skelbo Castle estan situades en el costat meridional del loch.
La batalla de Littleferry es va lluitar el dia anterior a la batalla de Culloden l'any 1746. Les milícies de Sutherland van baixar des dels pujols que hi ha al voltant de Golspie per atacar al voltant de 500 homes guiats pel comte de Cromarty. Els homes de Cromarty van ser arraconats en la península de Littleferry en el costat nord-est del loch, i allí van ser assassinats, capturats o ofegats en el loch.